# Clitaetra perroti
Clitaetra perroti is een spinnensoort uit de familie van de wielwebspinnen (Araneidae).
De wetenschappelijke naam van de soort werd in 1894 gepubliceerd door Eugène Simon.